# تنوع تبارزایی

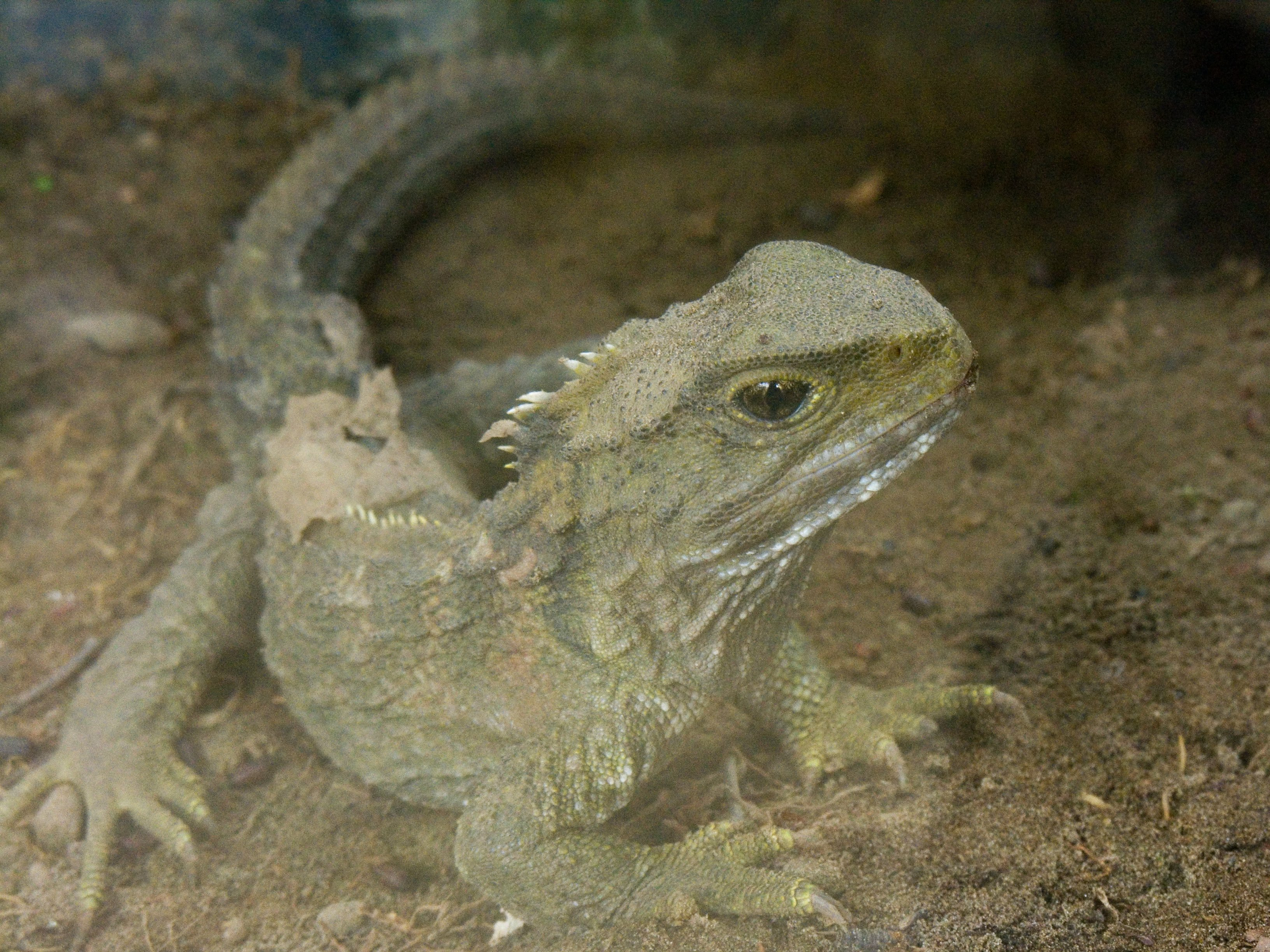
دو گونه سوسمار پل‌دماغی بیش از ۲۰۰ میلیون سال از همه گونه‌های دیگر جدا شده‌اند

تنوع تبارزایی (Phylogenetic diversity)، یکی از معیارهای تنوع زیستی است که تفاوت تبارزایی بین گونه‌ها را دربر می‌گیرد. به عنوان «مجموع طول همه آن شاخه‌هایی که اعضای حداقل مسیر پوشاننده متناظر هستند» تعریف و محاسبه می‌شود، که در آن «شاخه» قطعه‌ای از یک کلادوگرام است و حداقل مسیر پوشاننده حداقل فاصله بین دو گره است.

## جستتارهای وابسته
- تنوع زیستی